# Костёл Пресвятой Троицы (Лысково)
Костёл Пресвятой Троицы — католический храм в агрогородке Лысково Пружанского района Брестской области, возведённый в XVIII веке. Памятник архитектуры позднего барокко.

## История

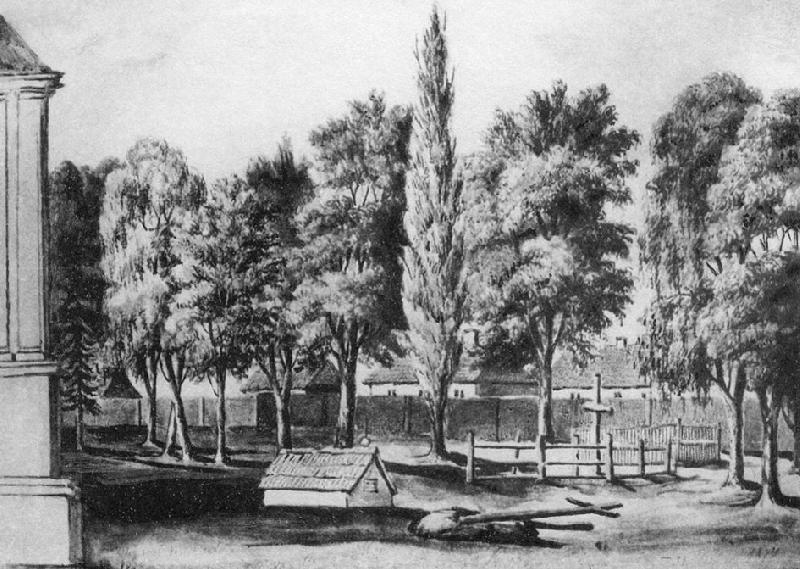
Могила Ф. Карпиньского на костёльном погосте

В 1527 году будущий воевода витебский и староста жмудский Мацей Клочко основал в Лыскове деревянный костёл, переданный в 1751 году волковысским маршалком Яном Быховцем монахам-миссионерам. В 1763—1785 годы они построили на этом месте монастырь с каменным Троицким костёлом в стиле виленского барокко. В 1818 году к нему была пристроена башня. В 1841 году костёл стал приходским.
В 1866 году в связи с подавлением восстания 1863 года перестроен в православную церковь и приобрёл черты классицизма (архитектор Ф. Афанасьев). 22 июля 1880 года от молнии сгорела гонтовая крыша, осталась только каменная часть. В 1883—1884 годах губернский архитектор П. И. Золотарёв провёл реставрацию: построил новые своды, заменил стропильные конструкции крыши и покрытие.
В 1921 году, в польский период, костёл вернули католикам.
В 1950-е годы сильно разрушен. В 1960 году был официально закрыт, церковная утварь перевезена в ружанский костёл.
Около костёла находится могила польского поэта и драматурга Францишека Карпиньского.

## Архитектура

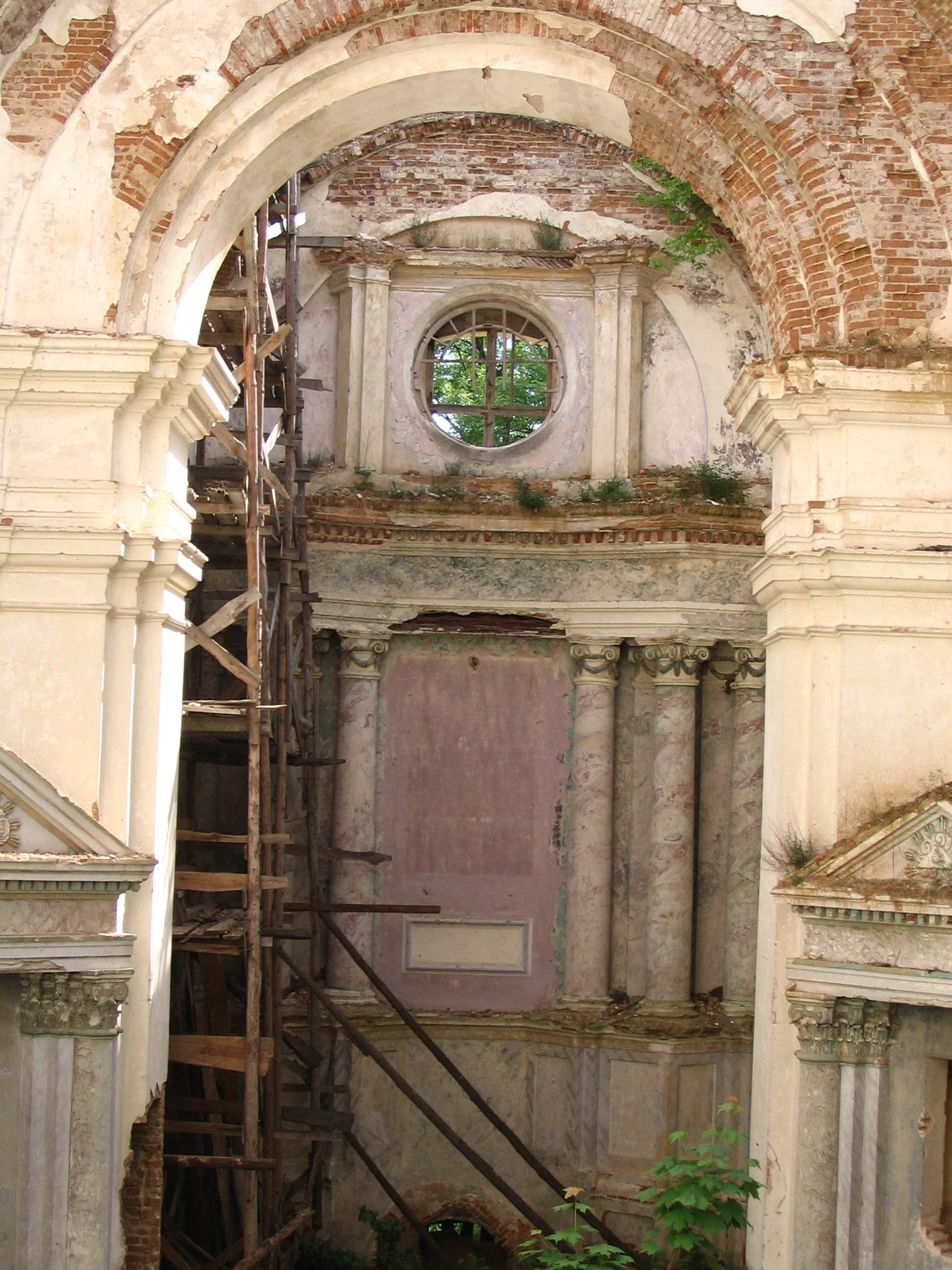
Алтарная часть

Стиль, время постройки и регион позволяют предполагать, что в возведении костёла принял участие придворный архитектор Сапег Ян Самуэль Бекер, мастер барочного классицизма.
Здание костёла состоит из высокого прямоугольного нефа, алтарной апсиды и боковых каплиц, перекрытых крестовыми сводами, почти квадратными в плане. Боковые крылья трансепта и ризниц имеют крестовые своды.
Башня на главном фасаде четырёхъярусная; не имеет в плане ни одной прямой линии. Углы башни укреплены слоистыми пилястрами в сочетании с полуколоннами и подпорными элементами в виде волют. Антаблемент разделяет её на высокую нижнюю часть и верхние ярусы телескопического строения.
Над входом в храм размещены узкие органные хоры. Основное помещение костёла имеет зальный тип. Интерьеры оформлены пилястрами ионического и композиционного ордера, между которыми расположены небольшие арки. Над арками — прямоугольные окна. Колонны разукрашены под мрамор. В интерьере северной каплицы уцелели фрагменты монохромной росписи в технике гризайль.

## Священники костёла
- Юзеф Крапивницкий (1908—1909)
- Отто Сидорович (1919—?)
- Чеслав Кардель (1927—1933)
- Казимир Валентинович (1934—1935?)
- Франтишек Мательский (1936—1937)
- Гераниум Фейч (1936)
- Генрик Запёт (1936—1937)
- Станислав Перзхала (1937)
- Ян Ирвуц (1938—1939?)
- Алоиз Зелязник (1939)
- Михаил Воронецкий (1945—1946?)[6]